# Prostomis mandibularis
Prostomis mandibularis är en skalbaggsart som först beskrevs av Johan Christian Fabricius 1801.  Prostomis mandibularis ingår i släktet Prostomis och familjen plattkäkbaggar. Enligt den svenska rödlistan är arten starkt hotad i Sverige. Arten förekommer i Götaland, Gotland och Öland. Artens livsmiljö är skogslandskap, jordbrukslandskap. Inga underarter finns listade i Catalogue of Life.

## Bildgalleri

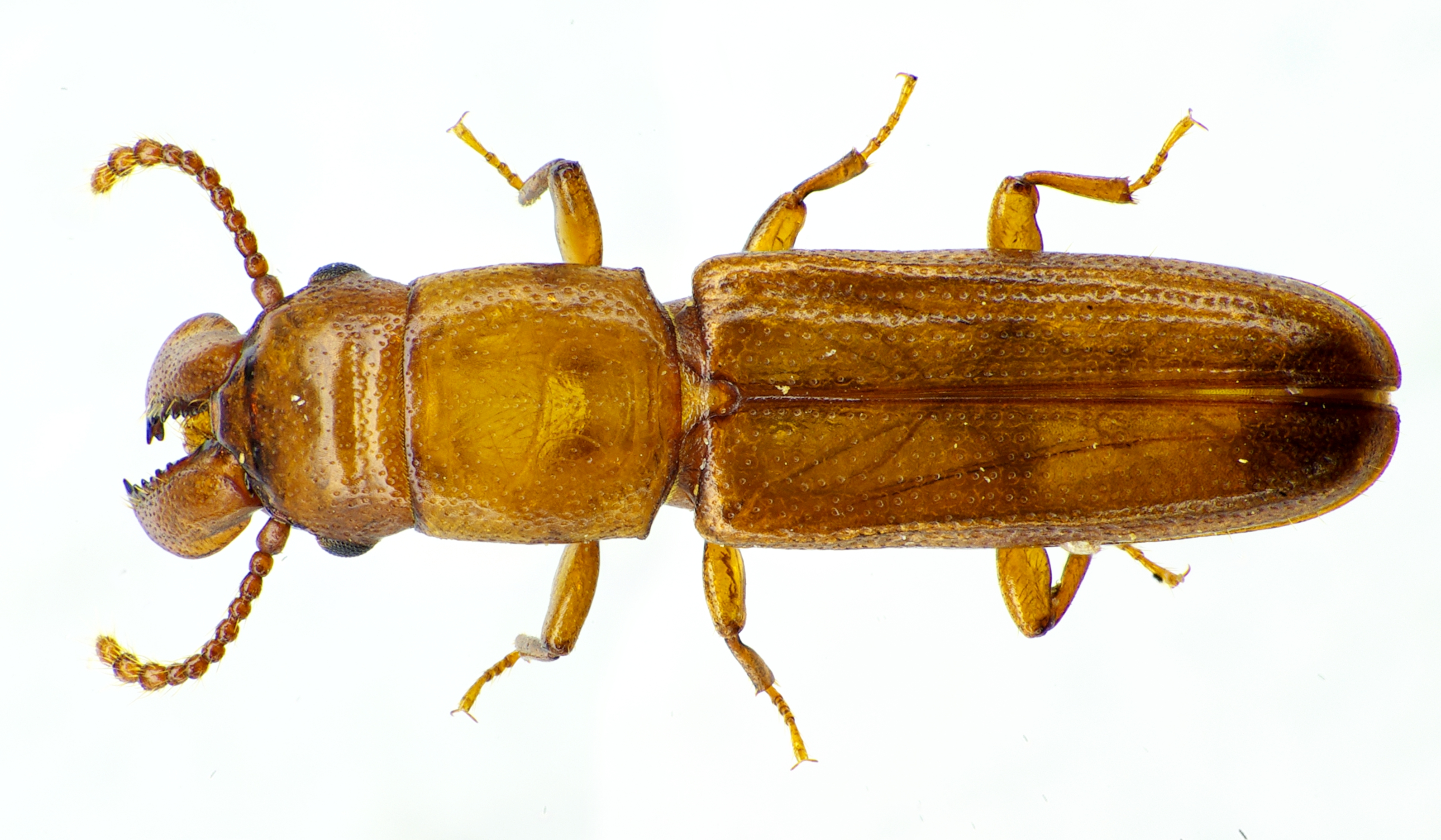
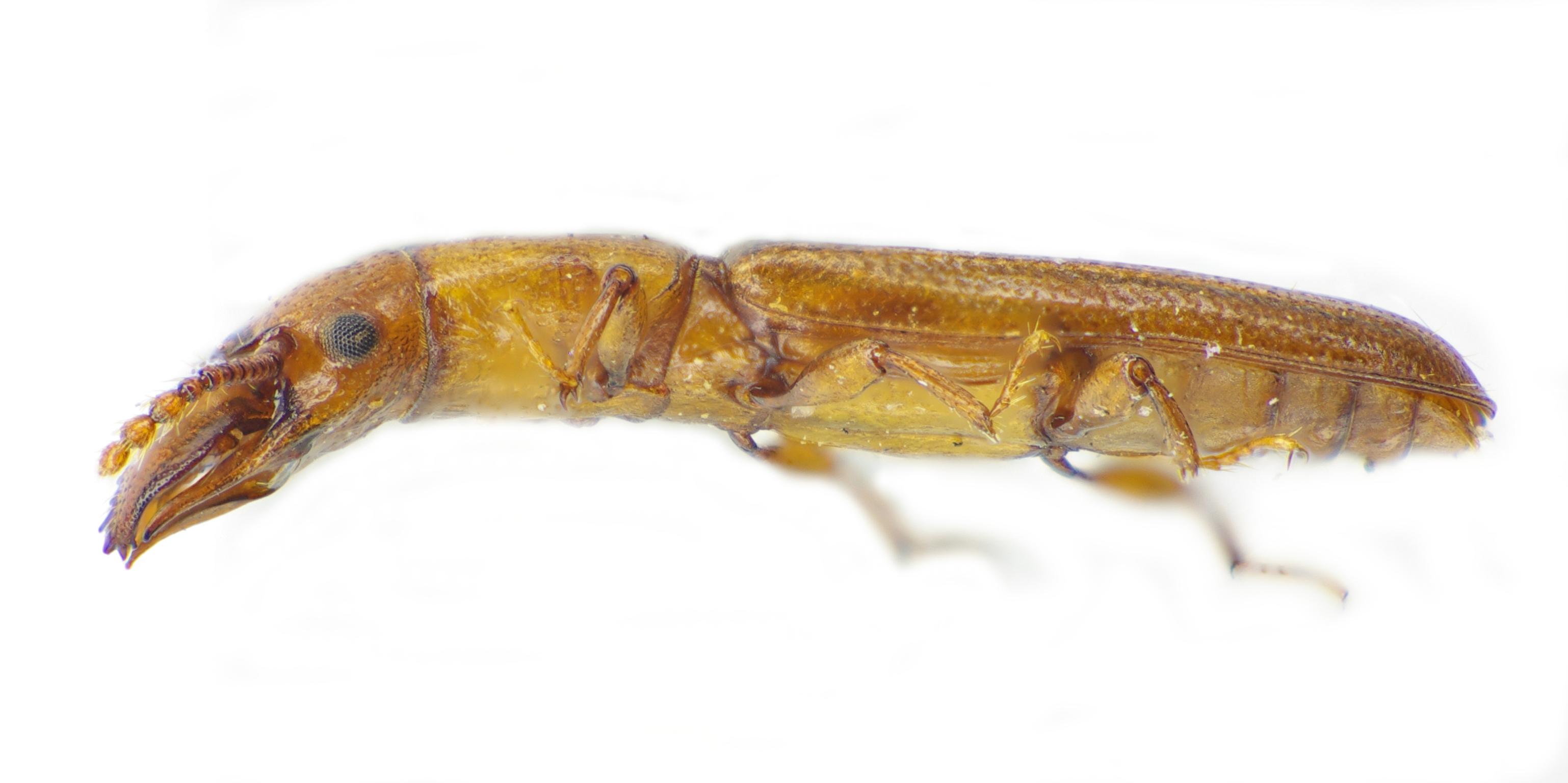
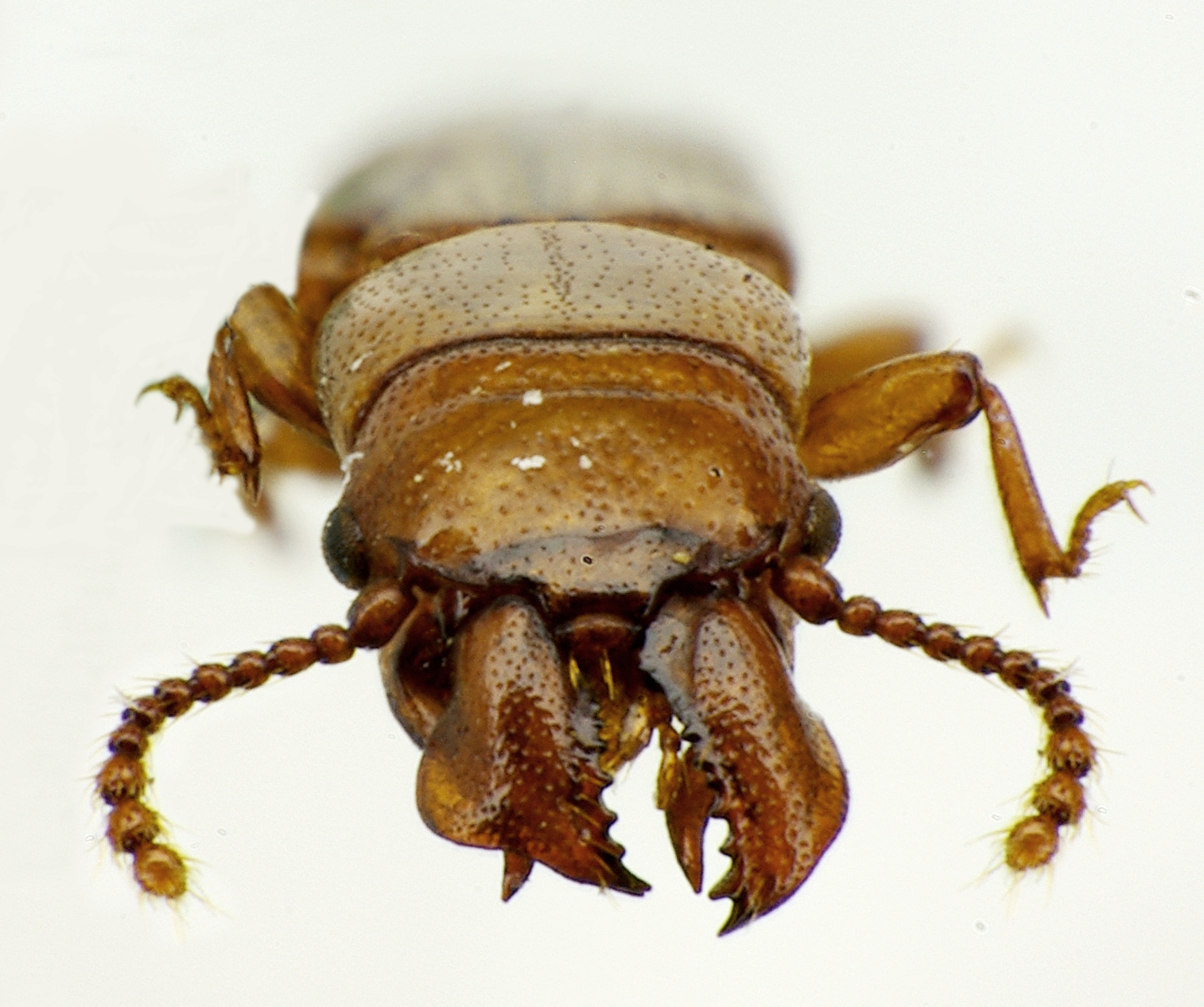
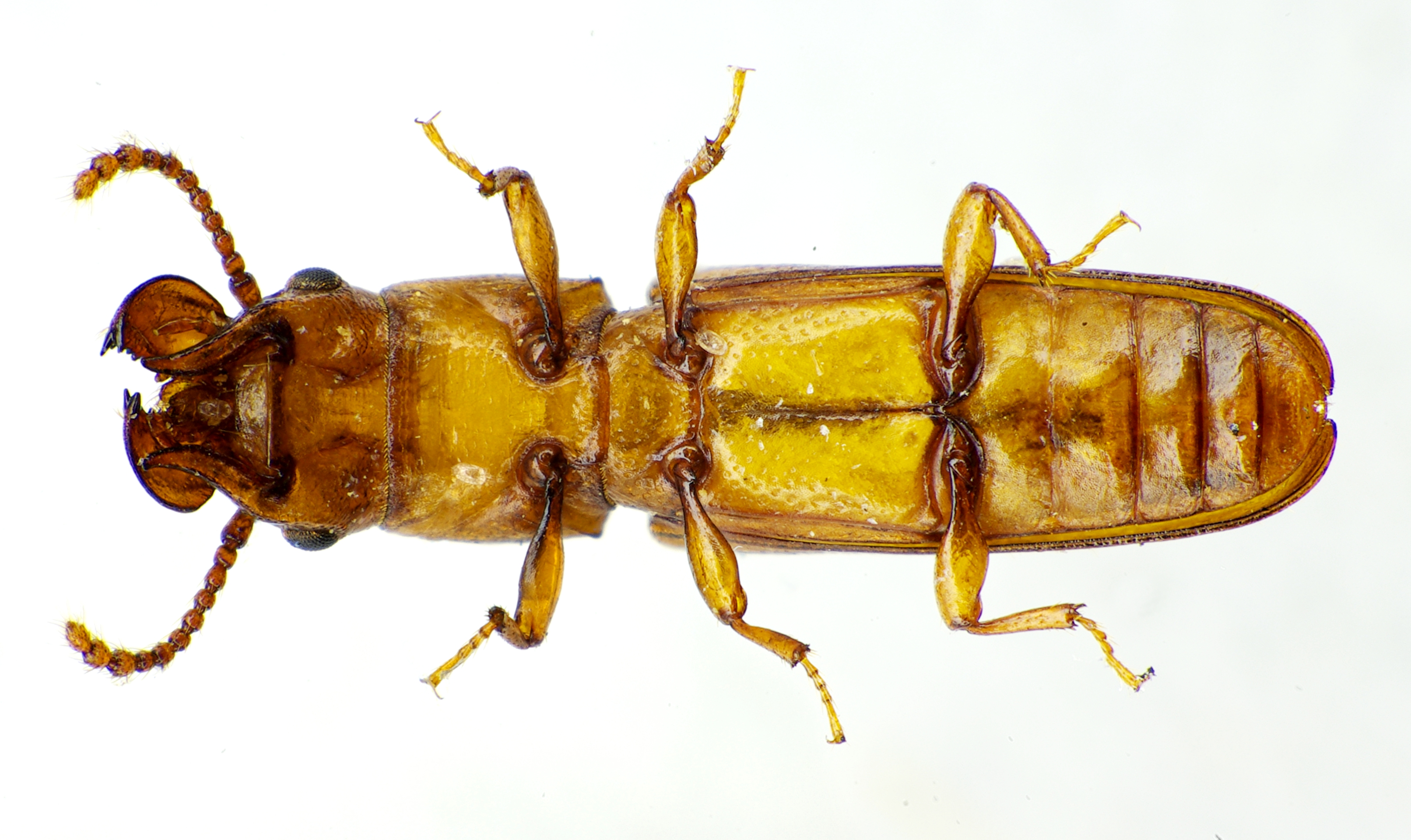
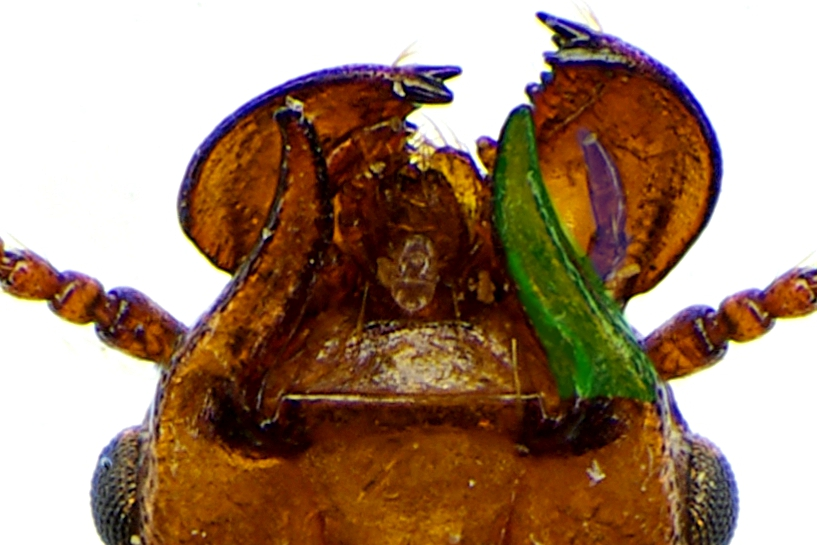